# 符美芸
符美芸（英語：Corrinne Foo Mei Ying；1973年1月19日—），通常被稱作 Corrinne May。是一名新加坡華裔音樂創作人，但她的基地在洛杉磯。她的英文名來自她母親喜愛的歌曲 "Corinna, Corinna"。
她曾就讀於萊佛士女子小學、萊佛士女子中學及萊佛士初級學院，然後考入新加坡國立大學就讀大眾媒體及英國文學。後來她離開新加坡，遠赴美國波士頓的柏克萊音樂學院繼續音樂學業，主修音樂創作及電影配樂。而為了延續她的音樂夢想，她於1999年搬往洛杉磯。
她創作的歌曲包括張韶涵的作品及梁詠琪的 "Journey"，這首歌亦收錄在《海豚灣戀人》中。2004年9月，她更成為第一位與台灣Forward Music簽約的藝人。

## 唱片集
- 2001年 - Fly Away (originally titled Corrinne May)
- 2005年 - Safe in a Crazy World
- 2006年 - The Gift (A Christmas Album)
- 2007年 - Beautiful Seed
- 2012年 - Crooked Lines

## 獎項
- 2001年
  - Kerrville Folk Festival, New Folk Award
- 2003年
  - Just Plain Folks Music Awards, Best Contemporary Album
- 2007年
  - COMPASS Young Composer of the Year (Singapore)
  - COMPASS Wings of Excellence (Singapore)
  - NUS Young Alumni Award (Singapore)

## 外部連結
- 符美芸的網誌 （页面存档备份，存于）
- 符美芸的官方網站 （页面存档备份，存于）
- 符美芸的 MySpace （页面存档备份，存于）
- MTVAsia.com 於零六年二月的訪問